# Jan Burzyński (powstaniec kościuszkowski)
Jan Burzyński herbu Trzywdar – porucznik 1. Pułku Przedniej Straży im. Królowej, uczestnik wojny polsko-rosyjskiej 1792 roku, odznaczony Orderem Virtuti Militari w 1792 roku. Wziął udział w powstaniu kościuszkowskim, awansował na pułkownika.